# 鉄ヲタ少女
『鉄ヲタ少女』（てつヲタしょうじょ）は、久寿川なるおによる日本の漫画作品。『コミックビーム』（エンターブレイン）にて2009年2月号から一話読み切り作品として不定期連載していた。話数は「nレ」と表記される。

## あらすじ
女子高生の十河ひびきは成績優秀、スポーツ万能、容姿端麗。しかし彼女はいわゆる「鉄ヲタ」であった。おおっぴらにできない自分の趣味に悩みつつも、友人達と鉄道の旅に出かけたり鉄道写真撮影に夢中になる、そんなひびきの日常を描いた“鉄乙女”ストーリー。

## 登場人物
ひびきが主人公なので、暁学園高校や十河家が多く登場。

### 鉄道研究部員
千登世の転入をきっかけに、富士雄が発起人となって、創部。
十河 ひびき（そごう ひびき）
本作の主人公。埼玉暁学園高等学校（最寄り駅は西浦和駅）に通う女子高校生。作中では当初1年生となっていたが、作中での2010年4月の段階で3年生になっている。
成績優秀、スポーツ万能、容姿端麗（ただし、小さい胸の事は気にしている）であるが、幼い頃に従兄の哲男に鉄道知識をたたき込まれ、いわゆる鉄道オタク（鉄子）となる。周りには鉄道オタクだという事を隠していたが、武志と富士雄、千登世との出会いや鉄道研究部での活動でその事は大分おおっぴらになっている。
電気機関車が好きで、特にEH500「金太郎」の2次形（3 - 9号機）が気に入っている。その他には地方のローカル線にも興味を持っている。
家族は父、母、弟がいる。父は中学校で教員及び野球部監督をしていて、西武ライオンズファン。昭義がサッカー好きなためにひびきに野球嗜好を注入しようとするが、哲男のせいで野球から鉄道趣味に興味が移った娘に一抹の寂しさを感じた。
千登世のことを「後藤さん」と呼んでいたが、いつの間にか千登世の母が呼んでいる愛称「ちーちゃん」を使うようになった。そのため、ひびきが名前で呼んでほしいのというので、ひびきのことを「ひーやん」と呼ぶようになった（ひびき目当てに過ぎなかった弓子を振った後だったことから、なおさら千登世のことを大切な「鉄友」と思っている）。哲男や千登世のような無頼派な考えにはついていけないところがあり、どちらかといえば群像派である（これは孤高で鉄道知識を話し込む哲男に対するアンチテーゼが大きい）。
氏名のモデルは4代目・国鉄総裁十河信二とひびき (列車)からとられた。
石井 暢子（いしい ようこ）
ひびきと同じ高校に通う友人。アニメオタク。
早くからひびきが鉄道オタクであることを見破り、その事でからかったりするが仲はいい。武志とは中学時代からの知り合い。
ひびきと鉄道の話をするために付け焼刃的に鉄道知識を得、その後成り行きで鉄道研究部員として登録されるが、あまり鉄道に興味はない。そのため千登世が転入してからは、ひびきとはしばらく疎遠になったが、進級時も同じクラスになったこともあり、再び接近した。
その後、ひびきと鉄道旅行の帰りに秋葉原へ寄り道して、自身がアニメオタクであることを打ち明けた。なお、自室にはアニメおたくぶりが露見されることを恐れて、ひびき以外の友人を入れたことがない（とはいえ、武志の部屋でフィギュアに視線が向いたり、漫画登場人物風に列車のことを一夜漬で覚えているので、武志と富士雄にはアニメおたくであることを薄々と知られているらしい）。
なお、コミックス2巻の登場人物紹介などではひびきとは中学時代からの友人となっているが、作中では高校入学時に知り合ったような描写がある（7レ）。
氏名のモデルは九州旅客鉄道初代社長・石井幸孝。
須田 武志（すだ たけし）
ひびきと同じ高校に通う鉄道オタクの少年。小太りで、よくどもる。一人称は「俺（オデ）」。好きな電車は国鉄103系。
ひびきとは鉄道友達が欲しいという彼女に暢子が紹介した事で知り合い、以後鉄道オタク仲間となる。
富士雄の提案する鉄道研究部に入部、部内での存在感はひびき、富士雄、千登世に比べて薄いが、書記にさせられたひびきの片腕として、富士雄、千登世、暢子を引っ張る重要なポジションでもある。
鉄道模型の収集や製作が好きないわゆる「模型鉄」。
千登世にはあだ名で「ぶーやん」と呼ばれる。小太りだかららしいが、武志自身はこのあだ名を嫌がっている。
氏名のモデルは東海旅客鉄道初代社長・須田寬。
島 富士雄（しま ふじお）
武志と（1年次で）同じクラスの鉄道オタクの少年。ひびき、暢子、武志、千登世らをメンバーに鉄道研究部を設立し部長に就任するが、副部長に就任した千登世とお節介なひびきにフォローされる。
ひびきとは武志と学校近くで鉄道写真を撮影していたところで知り合い、以後鉄道オタク仲間となる。
鉄道旅行の計画を立てるのが得意。ただし、初回では富士雄の計画はもろくもつぶされ、武志の家へ模型を見に行く方へ軌道修正されてしまう。
千登世には「キー坊」というあだ名で呼ばれる。理由は西川きよしに似ているからだという。千登世に対しては彼女のツンデレぶりから引き気味であり、暢子はさておき他の部員に比べて千登世に関しては冷淡で、ひびきや武志のフォローが欠かせない。その一方で、千登世の鉄道趣味スキルに対しては一目置いている。
3年進級時に彼だけ（ひびき達とは）別のクラスにされたのを寂しく感じ、武志を「リア充」と訴える。
氏名のモデルは鉄道技術者であった島秀雄と富士 (列車)。
後藤 千登世（ごとう ちとせ）
かつて国鉄三木線の運転士であった祖父の影響で、鉄道オタクとなった少女。無愛想で人付き合いが苦手。「しょーもな」が口癖。偏差値70の“超”進学校で常に成績上位を取るほどの秀才。ひびき達より小柄。
ひびきが関西への鉄道旅行に出かけた際に出会い、メールを交わすほど親しくなる。その後、父親の仕事の都合で神戸から東京都町田市に引っ越してくるが、自宅からは遠いひびきが通う暁学園に編入している（本音はひびきと一緒の学校に通いたいからだが、言葉に出せないツンデレで彼女いわく学校名が気に入ったと証言した）。
学校で武志や富士雄、暢子らと出会い、以後鉄道オタク仲間となる。彼らの中では鉄道に関する知識が一番豊富で、模型製作も得意なほか行動力もあり、鉄道研究部のエース。最初は部創設に消極的で、ひびきに名義だけ入部登録させられた（群がって楽しむのが苦手な無頼派）。しかし責任感のない富士雄と、お節介なひびきをフォローするために副部長に就任した。
大好きだった祖父は交通事故で死に、その祖父との思い出があった三木鉄道が廃止された際には多大なショックを受け、現在でもその事はトラウマになっている（鉄道好きである事は自覚しているが、自らや無法影り鉄も含めた鉄道ファンに反発していて、「鉄道は鉄道マニアや観光客のためではなく、地元住民の為の物である」と豪語、ひびきたちと衝突するが、ひびきはいすみ鉄道の例を引き合いに出して、「観光化により存続して、地元の利用客が助かるならそれでいいじゃないか」と言われ、少し納得した）。
遠くで暮らす千登世の母に頼まれて、なにかと世話を焼きたがるひびきのことを「（お節介な）おばちゃんみたい」と比喩している。洋服のセンスが全くないので、外出時は通学先である学校の制服で通している。そのため、同じくオタクであるがために衣装に苦労しているひびきと暢子はコーディネートしようとするが、鉄道話で煙に巻いてしまう。
氏名のモデルは初代鉄道院総裁の後藤新平とちとせ (列車)。

### その他
ひびきたち鉄道研究部員に関わる人々。
杉浦 哲男（すぎうら てつお）
ひびきの従兄。幼いひびきに「英才教育」（ひびき曰く「洗脳」）を施し、彼女を鉄道オタクにした張本人。人の話を聞かない、自分の価値観を押し付ける、場をわきまえず鉄道模型を持ち出すなど「ヲタ丸出し」なため、ひびきからは嫌われているが、本人はお構いなしにひびきに話しかけたり、鉄道知識をひけらかしたりしている。また、ひびきに鉄友ができると知るや観察しようとしたり、レポート取材の打ち合わせに同伴するなど煙たがれている。
千登世のことを「噂の関西鉄子」と評価するが、千登世には「鉄ヲタのにおいがする」といわれる（だが、「鉄道趣味は孤高なもので、群がってやる者ではない」という考え方は一致していて、千登世とともに無頼派といえる）。
また、（2巻までのところでは）暢子と話したことはあるが、鉄道研究部の男子二人には会ったことがない。
氏名のモデルは10代国鉄総裁・杉浦喬也と鉄道系音楽デュオスギテツ。
長崎 弓子（ながさき ゆみこ）
ひびきと同じ高校に通う少女。2レのみに登場。ひびきに憧れている彼女のファンで、ひびきと親しくなりたいがために、自分も鉄道が好きだと偽り、ひびきの前に現れる。（だが鉄道知識は皆無に近く実はあまり興味が無く、ひびき目当ての下心が露見され）当然真の鉄友が欲しいと願うひびきにはフられる。
彼女の件に関しては、ひびきは哲男の助言に感謝している。
姓のモデルは3代国鉄総裁・長崎惣之助。
仁杉 雅弘（正確な読み不明）
ひびきたちが在籍する2年3組（富士雄だけ2年1組）の担任教師。ひびきたちが創部を予定している部の顧問を引き受けたが、その活動が「鉄道活動」と知って愕然とする。「お遊び目的のサークルなら認めん！」と言うが、無責任な部長の富士雄に代わって副部長の千登世による総指揮の元、行われた自主活動「地元（学校最寄り）駅周辺のジオラマ製作」「ローカル線研究」に感心して、部に昇格させ、自身は初代顧問となる。そもそも、鉄道趣味に関して否定的なのは、卒業生である哲男のせいであった。
姓のモデルは9代国鉄総裁・仁杉巌。
高木 希美（たかぎ のぞみ）
いすみ鉄道沿線にある「大多喜城山高校」の生徒、彼女を含めて同校の生徒はいすみ線で通学していて、同線がライフラインとなっている。廃止になっては困るので、沿線の駅でボランティアをしている。ひびき達、埼玉暁高校鉄道研究部の取材（文化祭に提出するための「ローカル線研究」資料目的）に協力、いすみ鉄道とのパイプ役として活躍。千登世が社長の説明に感涙したのに驚いた。
いわゆる女子鉄ではないが、いすみ鉄道に関して賢明な彼女に対して、哲男も感心している。
姓のモデルは8代国鉄総裁・高木文雄。
十河 昭義（そごう あきよし）
ひびきの弟。サッカー大好き少年であるため、父の好きな野球には全くなじめなかった。
父とひびきがけんかするたびに巻き込まれるのを困惑している。
後藤・母（ごとう はは）
千登世の母。千登世の父とは離婚していて、関西某所に引っ越していた。千登世が父について埼玉に引っ越したため、ひびきを「千登世の親友」として理解者に成ってほしいと頼んだ。
ひびきに千登世のファッションを「母に遠隔相談してはどうか」と助言するが、千登世は「母もセンスが悪い」と首を縦に振った。
後藤・祖父（ごとう そふ）
千登世の祖父で、元国鉄運転士。千登世の鉄道好きは彼の影響が強く、硬派かつ無頼派の鉄となった。
そのため、千登世は群像派かつ観光鉄道も好きなひびきに若干違和感を覚えつつも、彼女に理解するところもある。
茨城の無法撮り鉄
ひびき、千登世、富士雄、須田が訪問したひたちなか海浜鉄道湊線の沿線で出くわした車で来た4人組。
富士雄が列車を撮影しようとして彼らに接近すると、罵倒されて立ち去るが、富士雄たちはそこが「立ち入り禁止」であることに気づき、激高した千登世によって車をけられる。
激怒した4人組はひびきたちを追いかけるが、逃げ通した。だが、千登世の激高をなじるひびきに（自分が悪いと気づきながらも）反発して、しばらくひびきたちとは距離を置いたことがあった。

## 単行本
エンターブレインより刊行中。
1. 鉄ヲタ少女 2010年6月発売。ISBN 978-4-04-726595-0
2. 鉄ヲタ少女500番台 2012年8月発売。ISBN 978-4-04-728290-2